# Lucius Salvius Otho Cocceianus
Lucius Salvius Otho Cocceianus (* um 55 in Ferentium; † zwischen 83 und 96) war ein römischer Politiker, Senator und Neffe des Kaisers Otho.
Cocceianus stammte aus Ferentium und war Sohn des Lucius Salvius Otho Titianus, Konsul in den Jahren 52 und 69, und der Cocceia. Er erlebte als Knabe die Kämpfe des Vierkaiserjahres 69, in denen sein Onkel Otho gegen Vitellius unterlag und sich darauf selbst tötete. Otho ließ Cocceianus am Tage vor seinem Tod zu sich rufen und versicherte ihm, der Sieger werde ihn verschonen, da Otho seinerseits der Familie des Vitellius nichts angetan hatte. Bei dieser Gelegenheit soll Otho seinem Neffen auch enthüllt haben, er habe ihn später, nach dem Sieg, adoptieren und zum Mitregenten erheben wollen; vorerst habe er dies unterlassen, um ihn im Falle der Niederlage nicht zu gefährden. Tatsächlich verschonte Vitellius den Bruder und den Neffen seines Vorgängers. Kaiser Domitian ließ Cocceianus umbringen, weil er den Geburtstag Othos gefeiert hatte.
Die Laufbahn des Cocceianus ist weitestgehend unbekannt. Einer Inschrift zufolge wurde er im Jahr 63 in ein Priesterkollegium (vielleicht die Salii Palatini) aufgenommen. Im Jahr 82 war er Suffektkonsul.